# Сунгурларе
Сунгурла́ре (болг. Сунгурларе) — місто в Бургаській області Болгарії. Адміністративний центр громади Сунгурларе.

## Населення
За даними перепису населення 2011 року у місті проживали 3226 осіб.
Національний склад населення міста:
| Національність   | Кількість осіб | Відсоток |
| ---------------- | -------------- | -------- |
| болгари          | 1921           | 77,6%    |
| турки            | 330            | 13,3%    |
| цигани           | 156            | 6,3%     |
| інша             | 27             | 1,1%     |
| не визначились   | 40             | 1,6%     |
| Всього відповіли | 2474           |          |

Розподіл населення за віком у 2011 році:
Динаміка населення:

## Географія
Сунгурларе розташоване в однойменній долині, яка простягається від с. Мокрен до с. Лозарево. Місто в 85 км на північ   від Бургаса, в 50 км на схід від м. Сливен, в 45 км на північ від м. Ямбол , в 30 км на захід від м. Карнобат і в 14 км на схід від с. Мокрен. Місто розташоване на 189 метрах над рівнем моря  біля підніжжя південного схилу  Східних Балкан.. 

### Клімат
Клімат помірно континентальний.  Характеризується м'якою зимою, ранньою весною, помірним літом і теплою осінню.  Опадів недостатньо.  Сильних снігопадів не буває, але північні вітри досить часте явище. 

## Історія
Район був населений з античних часів. В землях Сунгурларе знайдені залишки селища пізньої залізної доби, а також знайдені кілька великих фракійських надгробків, керамічні посудини та римські монети. Жодних історичних даних про час, коли Сунгурларе було створено як болгарське поселення, немає. Можна припустити, що з захопленням Карнобату та інших міст Північно-східної Фракії після  битви при Черномені (1371 р.)  долина Сунгурлар також підпадає під османське правління.  За часів Османської імперії селище знаходилося на приблизно  в кілометрі на північний захід від свого поточного  розташування (у лісах над урочищем "Ічмята").  Згодом жителі селилися в сьогоднішніх землях міста.  Селище згадується в турецьких реєстрах XVI століття під назвами Сьонгурларе і Сонгурлар. За їхніми даними, протягом цього періоду населення Сунгурларе було здебільшого турецьким. Під час Російсько-турецької війни визвольні війська пройшли через Сунгурларе 21 і 22 січня 1878 року. Після визволення  Котела і Нейково, 20 сімей переселилися в Сунгурларе, а місцеві турки емігрували на південь. Сунгурларе згадується  Костянтином Іречком, який відвідав його в 1884 році: «Сунгурларе - це гідне село з 272 будинками. Воно лежить на дорозі від Карнобату до Вирбиці, і при його багатстві воно має відоме майбутнє». У 1882 році було заснований читацький центр "Просвіта", а через чотири роки (1886) - школа "Св. Кирила і Мефодія" (сьогодні це  школа «Христо Ботев»). У 1900 році уряд д-ра Василя Радославова спробував повернути натуральну форму податку на десятину (в період 1895-1900 рр. податок був грошовим), але це був привід для сільських повстань і заворушень в різних частинах країни, у тому числі в Сунгурларі. На початку 1908 року було відкрито телеграфно-поштове відділення у зв'язку з підвищеними потребами та на прохання міської ради. З Карнобатом встановлено телефонний зв'язок. Під час війн за національне об'єднання (1912 - 1918) Сунгурларе та прилеглі села зазнали 44 жертви. У 1921 році було завершено будівництво церкви "Святий Архангел Михайло" (всі ікони були подаровані сунгуларцями). Під час подій 1923 року в Сунгурларі не було особливих потрясінь, але македонці з ВМРО прибули в село разом з військами для охорони сіл долини. У 1927 р. було створено Народний банк «Сунгурларська долина», а в наступному 1928 р. було створено виробничий і винний кооператив «Сунгурларський мускат». Навесні 1941 року німецькі війська були тимчасово розміщені в будівлі школи. Під час антифашистського опору (1941-44), незважаючи на часті дії  партизанського отряду "Серть фашизму" в прилеглих селах, не було жодних партизанів з Сунгурларе, але місцеві комуністи були арештовані і відправлені до в'язниць у концентраційні табори. У Сунгурларе були жандарми зі Сливена для охорони сіл. У 9. IX.1944 було проголошено формування нового уряду. 
У 12. ІХ 1944  радянські війська перетинають село. На двох етапах Вітчизняної війни (1944-1945) загинуло 95 осіб з Сунгурларе, з яких 8 було вбито (скромний пам'ятник був зведений в 1969 році, щоб увічнити їхню пам'ять). У 1945 році було створено одне з перших кооперативних господарств країни. У тому ж році було створено трудовиробничий кооператив (ТВК), а в 1952 році  створено машинно-тракторну станцію. 
4 вересня 1974 р. селище було оголошене містом  указом Державної ради Народної Республіки Болгарія. У зв'язку з 13-ю річницею Болгарії відкрито нову будівлю поштового відділення (1981), а в 1988 році  відкрито музейну колекцію виноробства. 

## Державні установи
Районне відділення поліції, .  громадський центр "Просвіта", муніципальна адміністрація, загальноосвітня школа ім. Христо Ботева, ДСГП "Сунгурларе", муніципальна лікарня, поштове відділення, банк, музей виноградарства, інформаційний бізнес-центр, дитячий садок "Сонце", муніципальне управління сільського господарства,  ПК "Сунгурларський мускат".  

## Економіка
Добре розвинені землеробство і вирощування зернових культур. Традиційне вирощування виноградних насаджень (сорт Сунгурларський мускат) протягом століть. У 1978 році був відкритий завод гідравличних елементів  «Молодість», як підрозділ "Бончо Шаун" - Казанлик у системі "Гідравліки"  яка виробляє дросельні клапани для трубних фітингів  потреб мотокаробудування і різних гідравлічних сільськогосподарських систем, в транспортних і стаціонарних машинах. Місцевий Вінпром "Вінекс Славянці"  є одним з найпрестижніших виробників вина в Болгарії. На його 6300 акрах виноградників, він виробляє високоякісні столові та білі вина, ракії, вермути та аперитиви для внутрішнього ринку та експорту. 

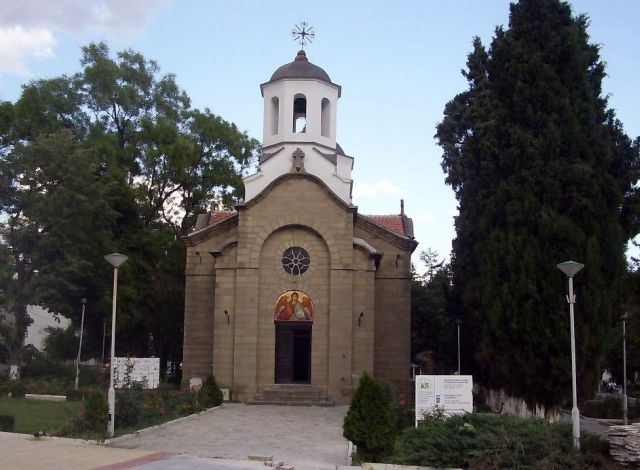
Церква "Св. Архангел Михаїл "

### Особи
- Антонія Малінова, актриса
- Пламен Гетов, футболіст

- Тоні Дачева, попфолк-співачка

## Визначні пам'ятки
- Урочище "Ічмя", про яке є легенда, як християнка знайшла свою смерть, щоб не прийняти мусульманську віру.
- Музей виноградарства і вина.
- Пам'ятник жертвам Вітчизняної війни  та Тодору Живкову з нагоди 100-річчя з дня його народження (2011)
- Меморіальна дошка на місці, де в 1900 р. відбулося повстання проти податку на десятину.

## Регулярні події
- 14 лютого - Свято Трифона Зарезана святкується як день міста.
- Перша субота червня кожного року проводиться  Мегданське свято "Долина співочих і танцювальних лоз".
- 6 вересня - свято Сунгурларе з нагоди його оголошення  містом.
- Останньою суботою жовтня є Національний фольклорний конкурс  виконавців "Руско Стефанов".

## Спорт
Місцевий футбольний клуб  "Сунгурларська долина" має довгу історію, хоча зараз він не переживає свої найкращі дні. Одна з небагатьох команд, що протягом свого існування мала однакову назву і вона ніколи не змінювалася. Клуб двічі восьмифіналіст у республіканському чемпіонаті країни (до 1974 року), а також численний окружний чемпіон.  
На початку 1970-х років м. Сунгурларе також мало команду з баскетболу, яка змагалася у 2-й групі Зони "Загоре". 